# L'Amour, six pieds sous terre
Pour plus de détails, voir Fiche technique et Distribution.
L'Amour, six pieds sous terre (Plots with a View) est un film britannique réalisé par Nick Hurran, sorti en 2002.

## Synopsis
Cette comédie romantique est née du mélange étrange d'un amour de jeunesse et d'enterrements. Betty est une femme d'age mur qui va s'épanouir avec Boris, entrepreneur de pompes funèbres, grâce, indirectement, à la mort de sa belle-mère.
Un film agréable dont les sujets récurrents sont l'amour, l'adultère, la mort, la concurrence, la danse, qui au lieu d'être classique ou macabre nous fait sourire du début à la fin.

## Fiche technique
- Titre : L'Amour, six pieds sous terre
- Titre original : Plots with a View
- Titre américain : Undertaking Betty
- Réalisation : Nick Hurran
- Scénario : Fred Ponzlov
- Production : Michael Cowan, Suzanne Lyons, Jason Piette, Kate Robbins, Terry Chase Chenowith, Alex Marshall, David Rogers et Marie Vine
- Musique : Rupert Gregson-Williams
- Photographie : Kevin Rudge et James Welland
- Montage : John Richards
- Décors : Keith Maxwell
- Costumes : Ffion Elinor
- Adaptation française :
  - Doublage : Stéphane Lévine
- Pays d'origine : Royaume-Uni, États-Unis, Allemagne
- Format : Couleurs - 2,35:1 - Dolby Digital - 35 mm
- Genre : Comédie noire, comédie romantique
- Durée : 94 minutes
- Dates de sortie : 4 octobre 2002 (festival de Dinard), 16 mai 2003 (festival de Cannes), 28 juillet 2004 (France)

## Distribution
- Brenda Blethyn (VF : Martine Irzenski) : Betty Rhys-Jones
- Alfred Molina (VF : Guillaume Orsat) : Boris Plots
- Christopher Walken (VF : Bernard Tiphaine) : Frank Featherbed
- Robert Pugh (VF : Claude Brosset) : le conseiller Hugh Rhys-Jones
- Naomi Watts (VF : Véronique Picciotto) : Meredith
- Lee Evans : Delbert Butterfield
- Jerry Springer (VF : Éric Etcheverry) : lui-même
- Ena Cohen : Candace
- Malcolm Cousins : le révérend Price
- Howell Evans (VF : Patrick Préjean) : le docteur Owen
- Miriam Margolyes (VF : Denise Metmer) : Thelma & Selma
- Menna Trussler (VF : Monique Thierry) : Dilys Rhys-Jones

## Autour du film
- Le tournage s'est déroulé à Caldicot, Cardiff, Cowbridge, Llantrisant, Pontyclun, Talygarn et Treorchy, au Royaume-Uni.
- Pendant le tournage, Lee Evans est tombé d'une fenêtre et se blessa sur un gros clou qui manquât de lui transpercer un rein.

## Bande originale
- Begin the Beguine, interprété par Ted Heath et son orchestre
- Let's Fall in Love, interprété par Shirley Bassey
- Largo from Xerxes, interprété par Michael Boyles
- Organ Sonata No. 1, composé par Felix Mendelssohn et interprété par Michael Boyles
- Woodchopper's Ball, interprété par Ted Heath et son orchestre
- In the Mood, interprété par Ted Heath et son orchestre
- Blue Skies, composé par Irving Berlin et interprété par Maxine Sullivan et son orchestre
- Something Good, interprété par Catherine Porter

## Récompenses
- Nomination au prix Hitchcock, lors du Festival du film britannique de Dinard 2002.
- Prix du meilleur film, lors des BAFTA Awards 2003.